# Ромеит
Ромеи́т, ранее также сурьмяная охра:330 (частично устар.) — минерал класса окислов, надгруппы пирохлора группы стибиконита с расчётной формулой (Ca, Na, Fe, Mn)2Sb25+O6(O,OH,F) переменного состава. Назван по имени французского кристаллографа Роме де Лиля. Как новый минеральный вид впервые установлен Бертраном де Лом.

## Название
Разновидности, часть из которых определяется как «входящие в группу ромеита»: атопит, шнеебергит, маузелиит, веслинит, льюисит., а также веслиенит (калий-содержащий ромеит), висмутостибиконит.
Кроме старого собирательного названия сурьмяная охра, ромеит также известен под несколькими другими, связанными, в основном, с переменностью его состава. Среди них можно перечислить антимонпирохлор, ромеин, гидроромеит (как разновидность), левизит (левисит, титанистый ромеит), мауцелиит (мауцелит или мозелит, свинецсодержащий ромеит), титаносурьмяный пирохлор (ромеит с примесью титана и свинца) и, вероятно, также хондростибиан.

## Характерные выделения
Мелкие октаэдрические кристаллы (величиной до 2 мм), их группы сплошные выделения.

## Свойства минерала

### Структура и морфология кристаллов
Кубическая сингония, пространственная группа — Fd3m; a0 = 1,0261 нм у ромеита из Сан-Мерсаля, Италия. Изоструктурен с пирохлором. Гексоктаэдрический класс, точечная группа — m3m (3L44L36L29PC). Главные формы: о (111), d (110), a (100), реже m (311), n (211), очень редко q (331). Кристаллы октаэдрического облика. Двойники по о (111) редки.

#### Физические свойства
Спайность по о (111) несовершенная. Излом занозистый, иногда раковистый. Обычно хрупок. Твердость 5,5—6,5. Удельный вес колеблется от 4,9 до 5,4. Цвет светло-желтый, желтовато-коричневый до красного или бурого. Черта бесцветная до бледно-желтой. Блеск стеклянный, жирный. Прозрачен до полупросвечивающего.

### Микроскопическая характеристика
Изотропен или обнаруживает аномальное двулучепреломоение (от слабого до среднего), двуосный. Величина показателя преломления зависит от состава, n = 1,82—1,87 (уменьшается с возрастанием Na, замещающего Ca). При скрещенных николях иногда наблюдается секторы с полисинтетическим двойникованием.

### Химический состав
Состав для Ca2Sh2: CaO — 25,74%; Sb2O5 — 74,26%. Характерно частичное замещение Ca на Na, Fe, Pb, Mn; Sb на Ti; O на OH и F. При анализах ромеита фтор, возможно, не всегда определялся. В HСl, H2SO4 и NHO3 нерастворим. В закрытой и открытой трубках не изменяется. Легко разлагается при сплавлении с содой. Перед паяльной трубкой не плавиться.

## Нахождение
Очень редкий гипогенный минерал; встречается в небольших количествах. Ассоциируется главным образом с марганцевыми минералами, иногда с гедифаном. Впервые найден в месторождении Сан-Марсаль (Пьемонт, Италия), где наблюдается в тонких прожилках на границе скоплений браунита и агрегатов альбита и пьемонтита, реже образует небольшие гнездообразные выделения. Сопровождается, альбитом, пьемонтонитом, браунитом, титанитом, тремолитом. В Мигуэль Бурньер (Минас-Жераис, Бразилия) ромеит наблюдается в пустотах среди марганцевой руды, а также образует включения в ней. В Лонгбане (Вермланд, Швеция) ромеит встречается в виде кристаллов в прожилках серовато-белого гедифана, секущих агрегаты родонита. В Хамман Н’байле (Константина, Алжир) ромеит в виде очень мелких кристаллов обнаружен в ассоциации с надоритом и бендгеймитом. Имеются недостаточно надежные указания на наличие ромеита в Кокпатасе (КызылКум).

## Искусственное получение
Ca2Sb2O7 изоструктурен с пирохлором, синтезирован путем нагревания смеси H3SbO4 и Ca(Na3)2 * 4H2O, с очищением полученного продукта в кипящей воде. Известны искусственные структурные аналоги ромеита, например Cd2Sb2O7 и Na2 Sb2O7.

## Разновидности
Атопит – с повышенным содержанием натрия. Удельный вес и показатель преломления сравнительно низкие.
Шнеебергит – Содержит FeSb3+, замещающие Ca. Спайность по (111) ясная. Излом раковистый. Твердость 6,5. Удельный вес 5,41. Цвет медово-желтый. Блеск от стеклянного до алмазного. Оптически аномален, с низким двулучепреломлением, n = 2,09. В кислотах не растворяется. С трудом разлагается при сплавлении с содой. Микроскопически похож на гранат, за который часто принимался. Встречается в рудных жилах Шнееберга в Тироле (Австрия), представлен октаэдрическими кристаллами; заполняет пустоты, большей частью наблюдается в их центральных частях тех же полостей встречаются; кварц, сфалерит, браунит, кальцит, иногда гранат.
Маузелиит. Sb частично замещается Ti, а Ca – Pb и с в меньшем количестве Fe2+ и Mn.  Кроме того, в минерале отмечается содержание фтора. Рентгеновские данные отсутствуют. Встречен в Якобсберге (Вермланд, Швеция) в трещинах известняка в ассоциации со свабитом, кальцитом, гранатом, гаусманнитом и другими марганецсодержащими минералами. По внешнему виду сходен с монимолитом, отличается меньшим удельным весом.
Веслинит. Содержит F, замещающий O, и Fe3+, замещающее Ca. Назван по имени И. Веслина – директора рудников в Лонгбане. Спайности нет. Твердость 6,5. Удельный вес 4,97. Изотропен или аномально двупреломляет. n = 2,21;  у двупреломляющего аномальная интерференционная окраска (фиолетовая), погасание волнистое, 2V(+) большой. Найден в Лонгбане (Швеция) в ассоциации с гематитом, мангаофиллитом и рихтеритом.
Льюисит. Отличается от ромеита содержанием титана, занимающего сурьму: Ti : Sb около 1 : 2,9. Назван по имени профессора Люиса из Кембриджа в Англии. Спайность по (111) довольно совершенная. Твердость 5,5. Удельный вес 4,95. n = 2,2. Плавиться легко. Не растворяется в кислотах. Рентгенометрически отличается от ромеита более слабой интенсивностью отражений с нечетными индексами. Встречается в Трипуги близ Оуро Прето (Бразилия) в элювиальных песках вместе с киноварью, реже с ксеномитом.